# Гръб при човека
Гърбът (на латински: dorsum) е голяма задна част от човешкото тяло, която се простира между горната задна част на дупето, врата и раменете. Тя е противоположна на повърхността на гръдния кош, и се определя от височината на гръбначния стълб. Ширината му в горната част се определя от лопатката и костите на раменете.

## Анатомия

### Мускули на гърба
- Широк гръбен мускул
- Трапецовиден мускул
- Мускули на въртящия маншон (rotator cuff muscles)
- Ромбовидни мускули
- Teres major
- Изправящи мускули (erector spinae) - дълбоки

### Повърхност на гърба
Кожата на гърба е по-дебела и има по-малко нервни окончания, отколкото кожата на всяка друга част на тялото.